# Namjeong-myeon
Namjeong-myeon (koreanska: 남정면) är en socken i den östra delen av Sydkorea, 250 km sydost om huvudstaden Seoul. Den ligger i kommunen Yeongdeok-gun i provinsen Norra Gyeongsang.
Namjeong-myeon har en järnvägsstation, Jangsa, på järnvägslinjen Donghae, öppnad 2018 mellan Pohang och Yeongdeok.